# MPEG-21
MPEG-21 var tänkt att bli en global standard för identitet samt för att skydda digitalt media. Arbetet slutfördes aldrig, och avstannade någon gång under 2004. Då var endast systemarbetet klart.